# Puchar Litwy w piłce siatkowej mężczyzn (2020)
Puchar Litwy w piłce siatkowej mężczyzn 2020 (2020 LTF Vyrų Didžioji Taurė) – rozgrywki o siatkarski Puchar Litwy zorganizowane przez Litewski Związek Piłki Siatkowej (lit. Lietuvos tinklinio federacija, LTF). Zainaugurowane zostały 24 października 2020 roku. Brało w nich udział 6 klubów.
Rozgrywki składały się z fazy kwalifikacyjnej, półfinałów, meczu o 3. miejsce oraz finału.
Finał oraz mecz o 3. miejsce pierwotnie miały odbyć się 19 grudnia 2020 roku, jednak ze względu na przypadki zarażeń wirusem SARS-CoV-2 w drużynach Amber-Arlanga Gorżdy oraz Panevėžio KKSC postanowiono przełożyć te spotkania na 9 stycznia 2021 roku.
Puchar Litwy trzeci raz z rzędu zdobył klub Amber-Arlanga Gorżdy.

## System rozgrywek
Puchar Litwy w sezonie 2020/2021 składa się z fazy kwalifikacyjnej, półfinałów oraz turnieju finałowego.
W fazie kwalifikacyjnej uczestniczą wszystkie zgłoszone drużyny oprócz finalistów Pucharu Litwy 2019, którzy rozgrywki rozpoczynają od półfinałów. W drodze losowania powstają pary meczowe i ustalone zostaje miejsce spotkania. W ramach pary rozgrywany jest jeden mecz decydujący o awansie do półfinału.
Pary półfinałowe tworzą zwycięzcy meczów fazy kwalifikacyjnej z finalistami Pucharu Litwy 2019. Półfinały rozgrywane są na analogicznych zasadach co w 1. rundzie, z tym że gospodarzem spotkania jest finalista Pucharu Litwy 2019.
Zwycięzcy meczów półfinałów rywalizują w finale o Puchar Litwy, natomiast przegrani rozgrywają spotkanie o 3. miejsce.

## Drużyny uczestniczące
| Mistrzostwa Litwy 4 drużyny | Mistrzostwa Litwy 4 drużyny |
| --------------------------- | --------------------------- |
| Amber-Arlanga Gorżdy        | 1. miejsce                  |
| Elga-Master Idea SM Dubysa  | 3. miejsce                  |
| RIO-Startas Kowno           | faza kwalifikacyjna         |
| Sūduva Mariampol            | 2. miejsce                  |
| I lyga 2 drużyny            |                             |
| Kelmė                       | faza kwalifikacyjna         |
| Panevėžio KKSC              | 4. miejsce                  |

## Rozgrywki

### Faza kwalifikacyjna
| 24.10.2020 13:00 (UTC+3) | Panevėžio KKSC | 3:2 (25:18, 12:25, 20:25, 25:12, 15:11) | Kelmė | Panevezio sporto vidurine mokykla, Poniewież |

| 25.10.2020 14:00 (UTC+2) | Elga-Master Idea SM Dubysa | 3:0 (25:23, 25:23, 25:22) | RIO-Startas Kowno | Šiaulių sporto centras „Dubysa”, Szawle |

### Półfinały
| 07.11.2020 13:00 (UTC+2) | Sūduva Mariampol | 3:0 (25:19, 25:22, 25:18) | Panevėžio KKSC | Marijampolės SC sporto salėje, Mariampol |

| 06.12.2020 15:00 (UTC+2) | Amber-Arlanga Gorżdy | 3:0 (25:23, 25:22, 25:15) | Elga-Master Idea SM Dubysa | VPK sporto salė, Gorżdy |

### Turniej finałowy

#### Mecz o 3. miejsce
| 09.01.2021 13:00 (UTC+2) | Elga-Master Idea SM Dubysa | 3:0 (25:12, 25:14, 25:21) | Panevėžio KKSC | VPK sporto salė, Gorżdy |

#### Finał
| 09.01.2021 17:00 (UTC+2) | Amber-Arlanga Gorżdy | 3:0 (25:18, 25:19, 25:18) | Sūduva Mariampol | VPK sporto salė, Gorżdy |